# Tennenbacher Güterbuch

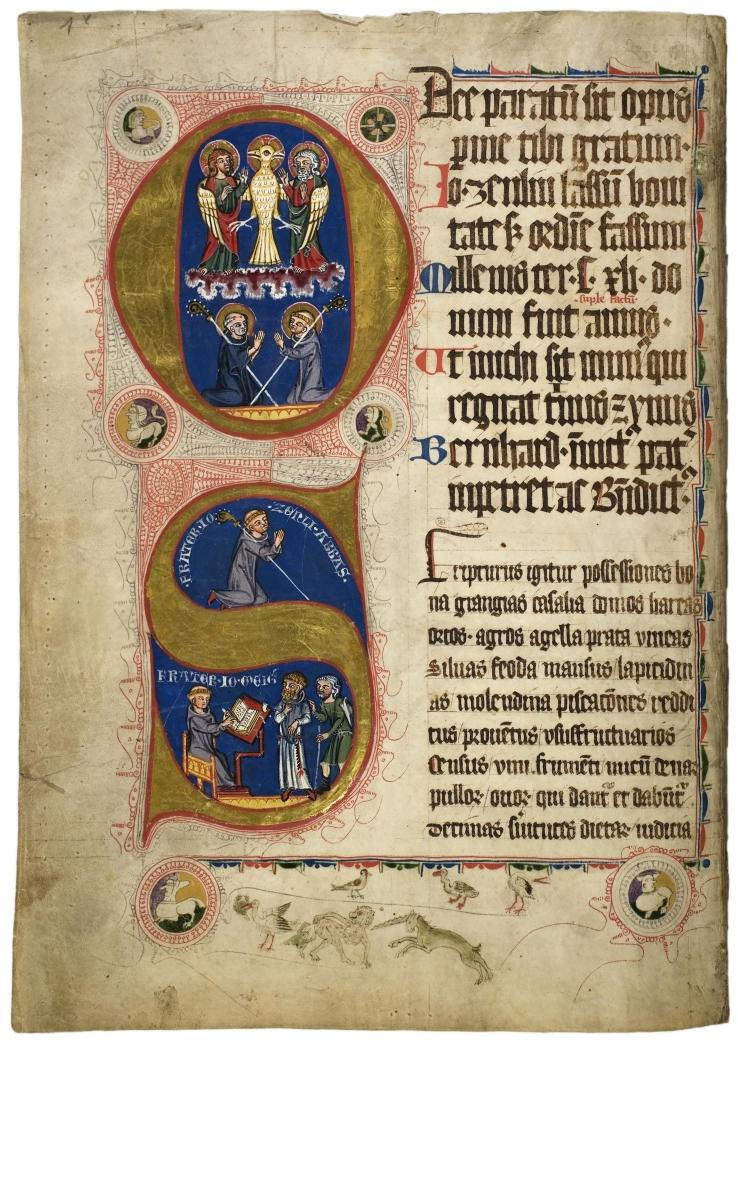
Titelblatt des
Tennenbacher Güterbuches

Das Tennenbacher Güterbuch (auch Codex Tennenbach) ist ein überwiegend in lateinischer Sprache geschriebenes, ca. 1317 vom Tennenbacher Mönch und späteren Abt Johannes Zenlin begonnenes und 1341 gebundenes Urbar, das Besitzrechte des Zisterzienserklosters Tennenbach bei Emmendingen verzeichnet. Nach Umfang und Systematik stellt es neben dem Habsburger Urbar das für die oberrheinische Landesgeschichte des 14. Jahrhunderts bedeutsamste Werk dieser Textgattung dar. Ihren herausragenden Stellenwert hat die heute im Generallandesarchiv Karlsruhe verwahrte Handschrift auch durch die Ausstattung: künstlerisch bedeutsame Miniaturen zieren den Anfang des Buches, zahlreiche farbige Initialen schmücken den Haupttext. 
Der Codex besteht aus 352 in Lagen gebundenen Pergamentblättern, von denen einige später hinzugefügt wurden. In ihm sind die Rechte und Besitzungen des Klosters in insgesamt 233 Orten eingetragen – hauptsächlich im Altsiedelland des Breisgaus sowie in den angrenzenden Gebieten. Die verzeichneten Tennenbacher Grangien und Lehensgüter verteilten sich dabei auf ein Siedlungsgebiet zwischen Lare (= Lahr) als vom Kloster aus gesehen nördlichster Punkt bis Bellicon (= Bellingen) im Süden. Neben den Besitzrechten dokumentiert das Urbar an einigen Stellen auch historische Hinweise zu Ortsgründungen und Ereignissen oder ergänzt Einträge um theologische Betrachtungen. Besondere Bedeutung hat das Tennenbacher Urbar nicht zuletzt durch die vollständige Abschrift des Freiburger Stadtrechts von 1120. Sie leitet die Beschreibung Tennenbacher Güter und Rechte in der Stadt Freiburg ein (Sp. 305–310). Als Vorlage des Schreibers diente dabei die – sonst nicht überlieferte – älteste Fassung der Gründungsurkunde.  
Nach der Erstanlage wurde das Urbar in den folgenden Jahrhunderten von verschiedenen Schreibern ergänzt, korrigiert oder weitergepflegt, beispielsweise bei Besitzwechseln. Ebenso wurde der Text mithilfe von Seitenzahlen, Nummerierungen und weiteren Hilfsmitteln für die bestimmungsgemäße Nutzung besser erschlossen. 
Nach der Säkularisation von Tennenbach 1806 kam das Güterbuch an das Großherzogtum Baden.